# Поль Елюар
Поль Елюа́р (фр. Paul Éluard, повне ім'я — фр. Eugène Émile Paul Grindel; нар.14 грудня 1895, Сена-Сен-Дені — пом.18 листопада 1952, Париж) — французький поет, творчість якого відносять до сюрреалізму. 

## Життя і творчість
Ежен Еміль Поль Грендель, який згодом взяв ім'я Поль Елюар, народився в паризькому окрузі Сен-Дені 14 грудня 1895 року.
Його батько, Клемент Грендель, був бухгалтером, мати Жанна — кравчинею.
1900 — Клемент Грендель, який володів організаційним талантом, створив власну фірму з продажу нерухомості, яка швидко стала процвітати. 
1909 — Ежен Грендель, бувши добрим учнем, надходить у вищу початкову школу.
У 1912 році Ежен Грендель отримує атестат. У нього були слабкі легені. На канікулах він разом з матір'ю вирушає у швейцарські гори подихати чистим повітрям. У грудні лікарі ставлять йому діагноз легеневого туберкульозу. Ежен змушений припинити навчання. Він їде в санаторій, розташований в Клаваделе (Швейцарія), де перебуває аж до лютого 1914 р. Там він знайомиться і закохується в молоду російську дівчину, Олену Дмитрівну Дьяконову. Він дав їй прізвисько Гала. Ежен пише свої перші вірші. У 1917 році Поль Елюар і Гала одружилися, через рік у них народилася донька Сесіль. 1914 Поль і Гала планують поєднуватися шлюбними узами, але пані Грендель проти. Гала повертається в Росію.
Поет брав участь в Першій світовій війні як санітар в госпіталі, на фронті він написав збірку віршів, вперше підписавшись ім'ям Поль Елюар. У 1918 його «відкрив» Жан Полан, він же познайомив його з Бретоном, Арагоном, Максом Ернстом. Разом з ними Елюар став одним із засновників дадаїзму, а потім сюрреалізму. У 1923 порвав з дадаїзмом, посварився з Трістаном Тцара. У 1926 разом з іншими сюрреалістами вступив в комуністичну партію, в 1933 був виключений за антирадянські вислови.
У 1929 році Поль Елюар зустрічає Сальвадора Далі і з ним же пізніше знайомить свою дружину. Гала приймає рішення піти від Елюара до Далі, який з цієї нагоди написав «Портрет Поля Елюара». Далі висловився про це так: «Я відчував, що на мене покладений обов'язок відобразити лице поета, з Олімпу якого я викрав одну з муз».
Напередодні публікації збірки «Mourir de ne pas mourir» («Вмирати тому, що не вмираєш»), про яку Поль Елюар сказав, що це буде його остання книга, він, не попередивши нікого, вирушив у подорож. Гала і його друзі думали що він мертвий. Ця подорож навколо світу тривала сім місяців. Тоді він зустрів Марію Бенц (Нуш), його нову музу, а в майбутньому дружину. У 1930 році Гала остаточно пішла від Елюара до Далі, а в 1934 він одружився з Нуш. Під час громадянської війни в Іспанії Поль виступав проти франкістського руху. В ті роки він зближувався з Пабло Пікассо; саме картина художника «Герніка» надихнула Елюара на написання поеми «Перемога Герніки».
На початку Другої світової війни Поль влаштувався в Парижі і почав активну боротьбу проти нацистів, що окупували Францію. Він писав вірші, щоб підтримати дух партизан в роки Опору. Працював у підпільному видавництві, випускаючи разом з Луї Арагоном і Жаном Еффелем антифашистські сатиричні листівки. Листівки з текстом одного з найзнаменитіших творів Елюара «Свобода» були скинуті англійськими літаками над Францією. У 1942 році, вже в підпіллі, він був знов прийнятий в комуністичну партію. Після війни поета спіткав новий удар, смерть улюбленої дружини Нуш.
Поль Елюар подорожував по всьому світу беручи участь в різних конгресах присвячених миру і як представник руху сюрреалістів. У 1950 році, у Варшаві, він був присутній на розробці Усесвітньої Ради Миру. У тому ж році познайомився з Домінік Лемор, вони взяли шлюб в 1951. Поль написав збірку віршів «Фенікс», присвячених їх відносинам і новознайденій радості життя. У лютому 1952, поет представляв французьку культуру на ювілеї Віктора Гюго в Москві. 18 листопада 1952 року Поль Елюар помер від інфаркту, похований на Паризькому кладовищі Пер-Лашез.

## Визнання
Лауреат Міжнародної премії миру (1952).
До творів Елюара писали музику Ф. Пуленк, А. Соге, Л. Ноно, К. Сааріахо, А. Волконський, О. Градський.
На його честь названо астероїд 15752 Елюар.

## Твори
- «Перші вірші» «Premiers poèmes» (1913)
- «Обов'язок» «Le Devoir» (1916)
- «Обов'язок і тривоги» «Le Devoir et l'Inquiétude» (1917) avec une gravure sur bois par André Deslignères
- «Тварини і їхні люди, люди і їхні тварини» «Les Animaux et leurs hommes, les hommes et leurs animaux» (1920)
- «Une vague de rêve» (1924)
- «Помирати не помираючи» «Mourir de ne pas mourir» (1924)
- «Au défaut du silence» (1925)
- «Столиця болю» «Capitale de la douleur» (1926)
- «Les Dessous d'une vie ou la Pyramide humaine» (1926)
- «Любов Поезія» «L'Amour la Poésie» (1929)
- «Відставити роботи» «Ralentir travaux» (1930), разом з Андре Бретоном та Рене Шаром
- «Непохитний» «À toute épreuve» (1930)
- «Défense de savoir»  (1932)
- «Саме життя» «La Vie immédiate» (1932)
- «Троянда для всіх» «La Rose publique» (1935)
- «Легка» «Facile» (1935)
- «Плідні очі» «Les Yeux fertiles» (1936)
- «Декотрі із слів, які досі мені були заборонені» «Quelques-uns des mots qui jusqu'ici m'étaient mystérieusement interdits» (1937)>
- «Природний плин» «Cours naturel» (1938)
- «Допомогти побачити» «Donner à voir» (1939)
- «Poésie et vérité 1942» (1942)
- «Liberté» (1942)
- «Avis» (1943)
- «Les Sept poèmes d'amour en guerre» (1943)
- «Au rendez-vous allemand» (1944)
- «Неперервна поезія» «Poésie ininterrompue» (1946)
- «Le Cinquième poème visible» (1947)
- «Notre vie» (1947)
- «À l'intérieur de la vue» (1947)
- «La Courbe de tes yeux»
- «Le temps déborde» (1947)
- «Ода Сталіну» «Ode à Staline» (1950)
- «Фенікс» «Le Phénix», (1951)
- Picasso, малюнки (1952)
- Œuvres complètes, II, Gallimard, Bibliothèque de la Pléiade, (1968)
- Повне зібрання творів « Œuvres complètes », в двох томах під редакцією Marcelle Dumas та Lucien Scheler було опубліковане в 1968 році в серії видавництва Ґаллімар «Bibliothèque de la Pléiade».
- « Le Poète et son ombre », Seghers, 2008 : textes provenant de plaquettes à tirage limité, de catalogues rares et de revues. (антологія, багато нових документів).

## Українські переклади
- Поль Елюар, Поезії. Київ, 1975 переклад Михайла Москаленка.
- Поль Елюар. Вибрані вірші / з фр. пер. О. Жупанський. — К.: Видавництво Жупанського, 2011. — 330 с.
- Анатолій Болабольченко. Книга перекладів / К.: "Щек", 2007. — 82 с. (Поль Елюар, с. 15—42)